# Равлик великий складчастий
Равлик великий складчастий (Idiomela subplicata) — вид наземних черевоногих молюсків родини геліцид (Helicidae).

## Розповсюдження
Ендемік Мадейри. Цей вид був поширеним на острові Порту-Санту під час четвертинного періоду, де вимер. Зараз трапляється лише у двох місцях на маленькому островці Ільєу-де-Байшо біля південно-західного узбережжя Порту-Санту.

## Екологія
Ця великий наземний равлик, що мешкає на лугах і скелястих схилах острівця.